# 2014 ST373
2014 ST373 est un objet transneptunien faisant partie du disque des objets épars.

## Caractéristiques
2014 ST373 mesure environ 368 kilomètres de diamètre.